# Реакція Несмеянова
Реакція Несмеянова (англ. Nesmeianov reaction) — хімічна реакція, яка полягає в перетворенні подвійних солей арил-діазонійгалогенідів з галогенідами важких металів (M = Hg, Sn, Pb, Sb, As, Bi, Tl) в ароматичні металорганічні сполуки шляхом розкладу цих солей під каталітичною дією металів (а: Сu, Zn, Bi).
[ArN2X]n MXm —a→ ArnMXm–n + N2